# Hydroglyphus hamulatus
Hydroglyphus hamulatus är en skalbaggsart som först beskrevs av Leonard Gyllenhaal 1813.  Hydroglyphus hamulatus ingår i släktet Hydroglyphus och familjen dykare. Enligt den finländska rödlistan är arten nära hotad i Finland. Arten är reproducerande i Sverige. Artens livsmiljö är näringsfattiga sjöar. Inga underarter finns listade i Catalogue of Life.